# Манга Аилтон
Аилтон Корреа де Арруда (порт.-браз. Haílton Corrêa de Arruda; 26 апреля 1937, Ресифи, штат Пернамбуку — 8 апреля 2025, Рио-де-Жанейро), более известный под именем Манга (порт.-браз. Manga) — бразильский футболист, вратарь. Участник чемпионата мира 1966 года. По версии МФФИИС, занимает 15 место среди лучших вратарей Южной Америки XX века.

## Карьера
Манга родился в Ресифи в небогатой семье. У него была большая семья, где помимо самого Аилтона, было ещё три брата, которые стали футболистами, Мангито, Деде и Алеман. Мангито играл в маленьких клубах, Деде в «Спорт Ресифи», а Алеман в «Америке». В одном из интервью Манга говорил, что у него было два брата, один из которых играл в «Америке», другой — в «Оларии». Когда Манга был маленький, он заболел оспой, что оставило следы на его лице. Чтобы помогать семье, Манга с раннего детства работал, продавая воду и собирая манго, из-за чего и получил своё прозвище. Первоначально его называли «Мангинья», что позже превратилось в «Манга». По другим сведениям, прозвищем он «обязан» оспе, из-за последствий которой про него говорили, что у него на лице «кратеры размером с манго». Третью версию назвал сам Манга, сказав, что, когда он играл в молодёжной команде «Спорта», вокруг их тренировочного поля собирались зеваки. Там росло манговое дерево, с которого упал плод. Один из зрителей попросил его бросить манго, оттуда его и стали так называть. Он начал играть в любительских командах в Илья-ду-Лейте, одновременно работая на заводе разнорабочим. Там его заметил скаут клуба «Спорт Ресифи» Капуано, который пригласил его в клуб.
Первоначально Манга играл за молодёжный состав «Спорта», где сразу стал показывать хорошую игру, завоевав титул чемпиона штата Пернамбуку для юниоров в 1954 году, не пропустив ни одного мяча по ходу соревнования. Его дебют состоялся в 1955 году в матче с «Наутико», в котором его клуб выиграл 5:1, но два года он находился в статусе запасного. Он стал основным голкипером «Спорта» с 1957 года во время тура по Европе. Освалдо Бализа, штатный голкипер «Спорта», получил травму, перелом ноги, в первом же матче, и в ворота стал 20-летний Манга, чему поспособствовал тренер Данте Бьянки. В том же году он прошёл просмотр в клубе «Васко да Гама», но неудачно, сумма трансфера в 300 тыс. крузейро казалась слишком большой. Годом позже он завоевал с клубом «взрослый» титул чемпиона штата, став одним из главных «творцов» победы. Тогда же он получил травму пальцев рук: нападающий ударил его по ним, когда голкипер бросился ему под ноги за мячом: эта кривота осталась с ним всю жизнь. Манга провёл в «Спорте» 2 года, после чего перешёл в стан «Ботафого», в своём последнем матче за клуб, против «Ферровиарио», Манга забил гол.
С 1959 года Манга стал игроком «Ботафого». Когда он приехал в клуб, основной голкипер клуба Эрнани отнёсся к новичку с юмором, не ожидая от него конкуренции. Но в результате в чемпионате штата Рио-де-Жанейро 1959 года Эрнани сыграл лишь 4 раза. Дебют голкипера состоялся в матче с «Фламенго» на Маракане всего через несколько дней после приезда. С «Ботафого» Манга выиграл 4 чемпионата штата Рио-де-Жанейро, три турнира Рио-Сан-Паулу и два Кубка Гуанабара. В общей сложности за 8 лет Манга провёл за «Ботафого» 442 матча, в которых пропустил 394 мяча. Уйти из клуба его вынудил конфликт с Жуаном Салданьей, который обвинил голкипера, что тот «сдал» матч с «Бангу», будучи купленным Кастором де Андраде, членом руководства этого клуба. Дошло до того, что Манга, пришедший побить Жуана, был вынужден бежать от взбешённого Салданьи, который пришёл на встречу с пистолетом, перепрыгнув через забор около штаб-квартиры клуба. Обвинение так и не было доказано.
Я никогда не боялся, я был храбрым. Когда я сломал палец, врач наложил пластырь, и через три-четыре дня я снова играл. Поэтому у меня почти все пальцы кривые. Это — метки моей работы. Я очень горжусь тем, что сделал в своей карьере. Я всегда старался изо всех сил, даже если мне было больно.Манга
В июне 1968 года Манга перешёл в уругвайский «Насьональ», заплативший за трансфер голкипера 30 тыс. долларов. Переговоры с ним прошли ранее, когда в клуб мог прийти Гарринча: бразильский форвард не подошёл клубу, тогда его агент, Амори Фонсека, предложил команде Мангу, что получило одобрение главного тренера клуба, Зезе Морейру. Заработная плата футболиста составила 140 тыс. песо, плюс оплата аренды квартиры. Когда бразильский голкипер пришёл в команду, там было 4 вратаря, ведущим из которых считался Рохелио Домингес, а его сменщиками Луис Дольотти, Педро Гонсалес Акунья и Рамон Соуса Дуарте. Он дебютировал в составе команды в товарищеском турнире в Аргентине, где ему противостоял «Сантос» Пеле (2:2); после этого турнира он стал игроком основного состава и являлся им все 6 лет. С «Насьоналем» Манга стал четырёхкратным чемпионом Уругвая, но главные его достижения пришлись на 1971 год. В этот год клуб выиграл Кубок Либертадорес, а Манга пропустил по ходу турнира лишь 4 гола в 13 матчах и отбил пенальти в матче с «Университарио» в полуфинальном турнире, Межамериканский кубок и Межконтинентальный кубок. В том же году в клуб пришёл вратарь сборной Уругвая Эктор Сантос, из-за чего конкуренция на роль основного голкипера клуба выросла. Во время одного из матчей Мангу заменили, что вызвало его недовольство. Он даже не тренировался несколько дней, а затем пришёл к президенту клуба и потребовал, чтобы ему подписали бумагу, гарантирующую ему пост номер один в «Насьонале». 30 мая 1973 года Манга забил гол, на 85-й минуте встречи выбив мяч от своих ворот в матче Кубка Монтевидео с «Расингом» из Монтевидео, который ударился перед вратарём соперников, перелетел его и попал в ворота. За «Насьональ» Манга провёл 200 официальных матчей, из которых 16 «сухих» встреч с «Пеньяролем» в класико.
После 4-х сезонов в «Насьонале» Манга возвратился в Бразилию. Первоначально он должен был перейти в «Коринтианс», но стороны не смогли прийти к соглашению. В результате он смог подписать контракт с «Интернасьоналом». С ним он выиграл три чемпионата штата Риу-Гранди-ду-Сул и чемпионаты Бразилии в 1975 и 1976 году. В обеих победах была громадная роль голкипера: в розыгрыше 1975 года он пропустил лишь 12 голов в 30 матчах, а 1976 — 13 в 23 играх. Перед финальной игрой 1975 года с «Крузейро», Манга играть не собирался: у него были сломаны два пальца, и он носил гипс. Но руководство клуба боялось, что его дублёр не будет полноценной заменой. Тогда Манга разрезал гипс и вышел на поле со сломанными пальцами, не пропустив ни одного мяча во встрече, которую он назвал лучшей в своей карьере. За «Интер» вратарь провёл 220 матчей и пропустил 120 мячей. В 1977 году Манга перешёл в «Операрио». Он выиграл с клубом титул чемпиона штата Мату-Гросу. Но главным достижением в тот период стал неожиданный выход в полуфинал чемпионата Бразилии, где в двух матчах клуб проиграл «Сан-Паулу» только по разнице забитых и пропущенных мячей. Так же он играл за «Коритибу», с которым выиграл чемпионат штата Парана. Перед финальной игрой чемпионата Манга обратился к директору клуба, чтобы тот погасил перед ним долг, который накопился с начала года, сказав: «У Мангиньи проблема. И Мангинья с проблемой боится плохо сыграть в решающем матче и поставить под угрозу команду». Долг быстро выплатили, а в финальной игре Манга отбил два пенальти в серии. Затем он перешёл в «Гремио», где также победил в чемпионате штата. В «Гремио» Манга дебютировал 31 января 1979 года в товарищеском матче со своим предыдущим клубом, «Коритибой», где его нынешняя команда победила 3:1. 7 марта он сыграл первый официальный матч против «Нову-Амбургу», где также «Гремио» был сильнее 3:1. Всего за клуб он провёл 79 матчей и пропустил 36 голов. Манга закончил карьеру в Эквадоре в клубе «Барселона», где выиграл чемпионат страны в 1981 году.
После завершения игровой карьеры Манга остался жить в Эквадоре, в Салинасе, где работал в школе вратарей при Федерации футбола. Среди его учеников был Хосе Франсиско Севальос, голкипер, ставший вратарём сборной Эквадора. Также он работал в структуре местных клубов «Барселоны», Эмелека, «Депортиво Кито» и «Филанбанко». После этого Манга уехал в Майами, поселившись в районе Маленькая Гавана. Там у него была школа вратарей. После шестилетнего, по другим данным 13-летнего, проживания в США, Манга в 2008 году возвратился в Салинас. В 2010 году Манга приехал в «Интернасьонал», чтобы работать в клубе, координируя подготовку вратарей в футбольной академии. Там он оставался до марта 2012 года, прежде чем возвратиться в Эквадор.
В последние годы он страдал от почечной недостаточности, острой анемии и передвигался на инвалидной коляске. В местной больнице после оказания срочной медицинской помощи он был отправлен домой из-за недостатка места. Благодаря группе болельщиков «Насьоналя» под названием Campeón Para Toda La História, Манга в сентябре 2019 года смог уехать в Уругвай, по его словам, чтобы умереть в этой стране. В Монтевидео Манга смог получить медицинскую помощь, и ему была проведена операция с установкой назогастрального зонда, оплаченная местной организацией Asociación Española. Также местные, эквадорские и бразильские фанаты смогли собрать денежные средства для проживания бразильца в Уругвае. Но после 4 месяцев Манга принял решение вернуться в Эквадор, чтобы жить в Кито. Сам бывший голкипер уже мог передвигаться самостоятельно, не прибегая к инвалидной коляске. В марте 2020 года Манга уехал в Рио-де-Жанейро, чтобы проживать в Ретиро-дос-Артистас, куда отправляют пожилых звезд эстрады, телевидения и театра, испытывающих финансовые трудности.

## Международная карьера
В составе сборной Бразилии Манга дебютировал 6 июня 1965 года в матче с ФРГ (2:0). Манга был в расширенном списке из 47 игроков, которые готовились к поездке на чемпионат мира в Англию. В конце концов он остался в списке 22 футболистов, которые поехали на турнир. После второго матча, в котором бразильцы проиграли венграм, Висенте Феола решил полностью сменить состав: во встрече с Португалией только два игрока, Лима и Жаирзиньо, были в стартовом составе предыдущей игры. Манга сменил в воротах Жилмара. Но это не помогло: Бразилия проиграла 1:3. Притом первый мяч команда пропустила, после того, как Манга отбил мяч прямо на голову Антониу Симойншу, а два оставшихся мяча забил Эйсебио также головой. Сам голкипер обвинил во всех трёх пропущенных голах себя. Так же отреагировала пресса, раскритиковавшая голкипера. После этого Манга провел еще только один матч за сборную - 19 сентября 1967 года с Чили (1:0). Всего за национальную команду он сыграл 17 матчей, в которых пропустил 14 голов, из них 13 матчей и 11 пропущенных голов в официальных встречах.

## Международная статистика
| Матчи Манги за сборную Бразилии | Матчи Манги за сборную Бразилии | Матчи Манги за сборную Бразилии | Матчи Манги за сборную Бразилии | Матчи Манги за сборную Бразилии | Матчи Манги за сборную Бразилии | Матчи Манги за сборную Бразилии |
| ------------------------------- | ------------------------------- | ------------------------------- | ------------------------------- | ------------------------------- | ------------------------------- | ------------------------------- |
| №                               | Дата                            | Место проведения                | Оппонент                        | Счёт                            | Голы                            | Турнир                          |
| 1                               | 6 июня 1965                     | Рио-де-Жанейро                  | ФРГ                             | 2:0                             | —                               | Товарищеский матч               |
| 2                               | 9 июня 1965                     | Рио-де-Жанейро                  | Аргентина                       | 0:0                             | —                               | Товарищеский матч               |
| 3                               | 17 июня 1965                    | Оран                            | Алжир                           | 3:0                             | —                               | Товарищеский матч               |
| 4                               | 24 июня 1965                    | Порту                           | Португалия                      | 0:0                             | —                               | Товарищеский матч               |
| 5                               | 30 июня 1965                    | Сольна                          | Швеция                          | 2:1                             | −1                              | Товарищеский матч               |
| 6                               | 4 июля 1965                     | Москва                          | СССР                            | 3:0                             | —                               | Товарищеский матч               |
| 7                               | 21 ноября 1965                  | Рио-де-Жанейро                  | СССР                            | 2:2                             | −2                              | Товарищеский матч               |
| 8                               | 1 мая 1966                      | Рио-де-Жанейро                  | Гаушу                           | 2:0                             | —                               | Товарищеский матч               |
| 9                               | 15 мая 1966                     | Сан-Паулу                       | Чили                            | 1:1                             | −1                              | Товарищеский матч               |
| 10                              | 5 июня 1966                     | Белу-Оризонти                   | Польша                          | 4:1                             | −1                              | Товарищеский матч               |
| 11                              | 8 июня 1966                     | Рио-де-Жанейро                  | Польша                          | 2:1                             | −1                              | Товарищеский матч               |
| 12                              | 15 июня 1966                    | Рио-де-Жанейро                  | Чехословакия                    | 2:2                             | −2                              | Товарищеский матч               |
| 13                              | 27 июня 1966                    | Отвидаберг                      | Отвидаберг                      | 8:2                             | —                               | Товарищеский матч               |
| 14                              | 4 июля 1966                     | Стокгольм                       | АИК                             | 4:2                             | −2                              | Товарищеский матч               |
| 15                              | 6 июля 1966                     | Мальмё                          | Мальмё                          | 3:1                             | −1                              | Товарищеский матч               |
| 16                              | 19 июля 1966                    | Ливерпуль                       | Португалия                      | 1:3                             | −3                              | Чемпионат мира                  |
| 17                              | 19 сентября 1967                | Сантьяго                        | Чили                            | 1:0                             | —                               | Товарищеский матч               |

## Достижения

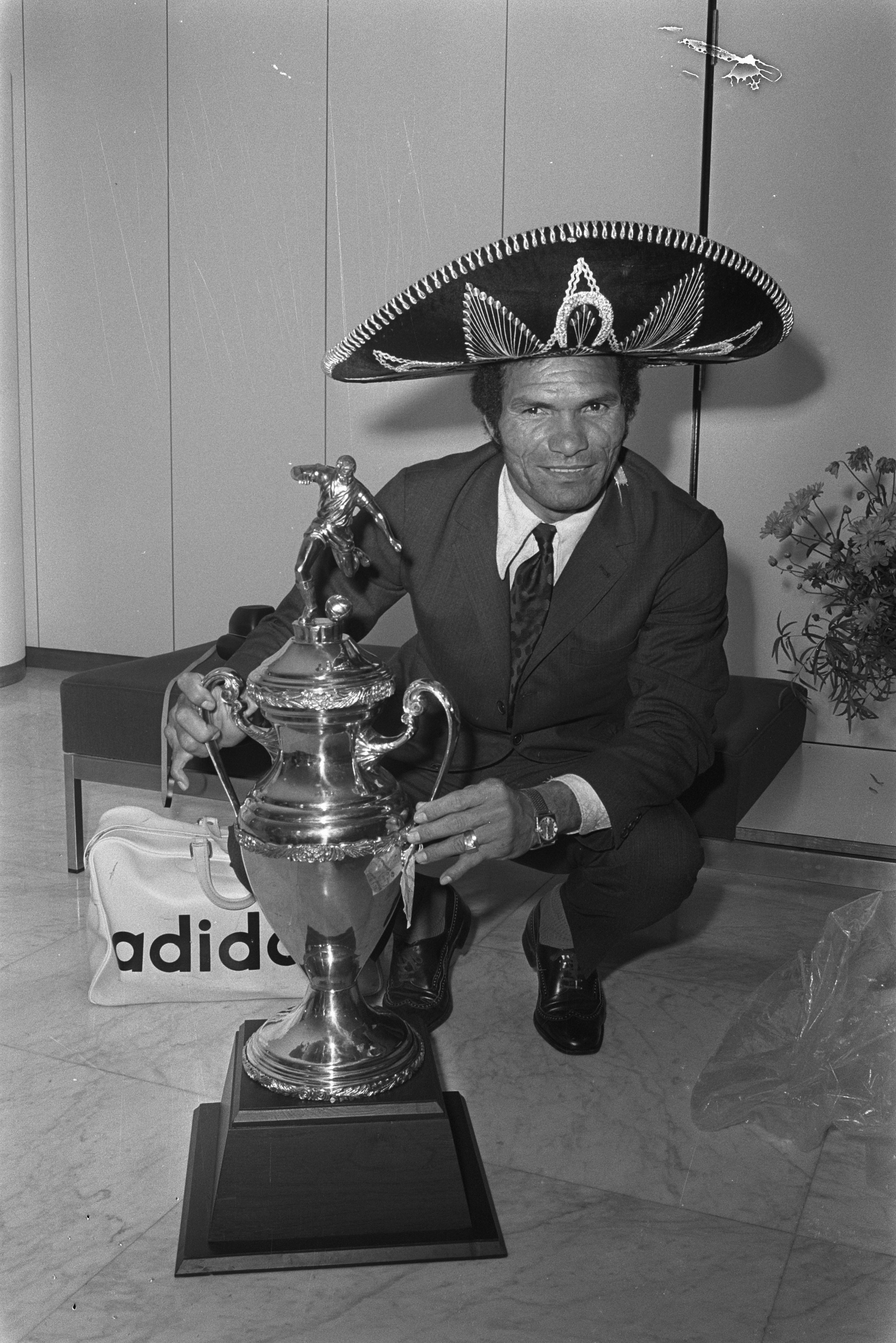
Манга вместе с Кубком. 1971 год

### Командные
- Чемпион штата Пернамбуку: 1955, 1956, 1958
- Чемпион штата Рио-де-Жанейро: 1961, 1962, 1967, 1968
- Победитель Рио-Сан-Паулу: 1962, 1964, 1966
- Обладатель Кубка Гуанабара: 1967, 1968
- Чемпион Уругвая: 1969, 1970, 1971, 1972
- Обладатель Кубка Либертадорес: 1971
- Обладатель Межконтинентального кубка: 1971
- Обладатель Межамериканского кубка: 1971
- Чемпион штата Риу-Гранди-ду-Сул: 1974, 1975, 1976, 1979
- Чемпион Бразилии: 1975, 1976
- Чемпион штата Мату-Гросу: 1977
- Чемпион штата Парана: 1978
- Чемпион Эквадора: 1981

### Личные
- Обладатель «Серебряного мяча» Бразилии: 1976, 1978

## Личная жизнь
Манга был дважды женат. От первой супруги (умерла в 2002 году) у него было двое детей — Адилсон Перейра (умер в 2011 году) и Вилсон. С первой супругой футболист не общался более 40 лет, несмотря на то, что она его всегда поддерживала и защищала, даже когда они расстались. Вторая супруга эквадорка Мария Сесилия Сиснерос Кастильо. Они были женаты с 1980 года.
В 2013 году Манга, впервые за 38 лет, увиделся с Вилсоном. Также он увидел своих внуков, Родриго и Натали. Вилсон также стал голкипером и профессионально выступал за «Наутико», но затем сменил сферу деятельности, став экологом.
Одним из недостатков Манги была страсть к азартным играм. Он позже говорил: «Я много раз терял всю свою зарплату в казино. Но в других случаях я выигрывал много денег».
Умер 8 апреля 2025 года в возрасте 87 лет в больнице Рио Барра в Рио-де-Жанейро..